# 沼田健哉
沼田 健哉（ぬまた けんや、1944年10月1日 - ）は日本の社会学者。専門は社会心理学、宗教社会学、文芸社会学。桃山学院大学教授。東京大学文学部社会学科卒業、同大学院社会学研究科博士課程修了。三重県出身。

## 著書
- 『現代日本の新宗教：情報化社会における神々の再生』、創元社、1988年 ISBN 4422140159
- 『宗教と科学のネオパラダイム：新新宗教を中心として』、創元社、1995年 ISBN 4422140191